# Policitèmia
La policitèmia (també coneguda com a poliglobúlia o, menys habitualment, eritrocitosi o eritrocitèmia) és un malaltia, o bé un trastorn, en què l'hematòcrit (el percentatge de volum de glòbuls vermells de la sang) i/o la concentració d'hemoglobina estan elevades en la sang.
Pot ser a causa d'un augment en el nombre de glòbuls vermells ("policitèmia absoluta") o a una disminució en el volum de plasma ("policitèmia relativa"). La policitèmia és de vegades anomenada "eritrocitosi", però els termes no són sinònims, perquè la policitèmia es refereix a qualsevol augment de la massa de sang vermella (a causa d'una eritrocitosi o no), mentre que l'eritrocitosi només es refereix a un augment documentat del recompte d'hematies.
El tractament d'emergència de la policitèmia (per exemple, en hiperviscositat o trombosi) és per flebotomia (treure sang de la circulació). Depenent de la causa subjacent, la flebotomia també es pot utilitzar regularment per reduir l'hematòcrit. Els citostàtics com el busulfan i l'hidroxiurea de vegades s'utilitzen per a la gestió a llarg termini de la policitèmia.
L'espessor de la sang a causa de l'alt percentatge de glòbuls vermells en sang fa que aquesta no pugui fluir de manera normal pels vasos sanguinis, de manera que provoca pruïja, la qual es pot veure agreujada després d'un bany d'aigua calenta.

## Policitèmia absoluta

### Policitèmia secundària
La policitèmia secundària és causada per increments naturals o artificials en la producció de l'eritropoetina. La policitèmia secundària resol quan la causa subjacent és tractada.
La policitèmia secundària en la qual la producció d'eritropoetina augmenta apropiadament s'anomena policitèmia fisiològica:
- Viure a gran alçada.
- Malalties que s'associen a hipòxia, com per exemple la MPOC.

Les condicions on la policitèmia secundària no és com a resultat de l'adaptació fisiològica i es produeix independentment de les necessitats del cos inclouen:
- Neoplàsies - Carcinoma de cèl·lules renals o neoplàsies de fetge, malaltia de von Hippel-Lindau, i anomalies endocrines incloent el feocromocitoma i l'adenoma suprarenal en la síndrome de Cushing.
- Les persones amb nivells de testosterona alts a causa de l'ús d'esteroides anabolitzants, incloent-hi atletes que abusen dels esteroides, o persones amb reemplaçament de testosterona per hipogonadisme o teràpia de reemplaçament d'hormones transgènere, així com persones que prenen eritropoetina, poden desenvolupar policitèmia secundària.

## Policitèmia relativa
La policitèmia relativa és un augment aparent del nivell dels eritròcits a la sang; tanmateix, la causa subjacent és una reducció del plasma sanguini (hipovolèmia, deshidratació).